# Lesukonszkojei járás

A Lesukonszkojei járás az Arhangelszki területen

A Lesukonszkojei járás (oroszul Лешуконский район) Oroszország egyik járása az Arhangelszki területen. Székhelye Lesukonszkoje.

## Népesség
- 1989-ben 15 488 lakosa volt.
- 2002-ben 10 708 lakosa volt.
- 2010-ben 7 979 lakosa volt.